# Colostethus jacobuspetersi
Colostethus jacobuspetersi är en groddjursart som beskrevs av Juan A. Rivero 1991. Colostethus jacobuspetersi ingår i släktet Colostethus och familjen pilgiftsgrodor. IUCN kategoriserar arten globalt som akut hotad. Inga underarter finns listade i Catalogue of Life.